# Прометей прикованный (Рубенс)
«Прометей прикованный» — картина из собрания Художественного музея Филадельфии фламандского живописца барокко Питера Пауля Рубенса. Под впечатлением от древнегреческой пьесы Эсхила, Питер Пауль Рубенс закончил картину в своей мастерской при участии Франса Снейдерса, который изобразил орла. Картина находилась в его собственности с 1612 по 1618 год, после чего она была продана англичанину сэру Дадли Карлтону.

## История создания
В 1582 году Питер Пауль Рубенс впервые поступил в ученики к своему дальнему родственнику, художнику-пейзажисту Тобиасу Верхехту. Рубенс провёл некоторое время в его мастерской, обучаясь основам написания пейзажа. Эти уроки повлияли на его работы, в том числе на «Прометея прикованного», так как фон многих его картин играет важную роль в композиции. Затем Рубенс в течение четырех лет был подмастерьем у Адама ван Ноорта, портретиста, известного тем, что писал мифологические сцены с большим количеством обнаженной натуры и необузданные образы фламандской жизни. Прежде чем открыть собственную мастерскую, Рубенс работал у Отто ван Веена с 1594 по 1598 год. Здесь Рубенс учился композиции и иконографии исторической живописи, продемонстрированной в «Прометее» с помощью ракурса, где фигура расположена близко к зрителю, и использования иконографии, взятой из древнегреческой пьесы.
В 1610 году Рубенс открыл собственную мастерскую в Антверпене, одновременно служа придворным художником эрцгерцога и эрцгерцогини в Брюсселе. В тот же период, что и «Прометей прикованный», Рубенс писал «Снятие с креста», заказной алтарный образ.

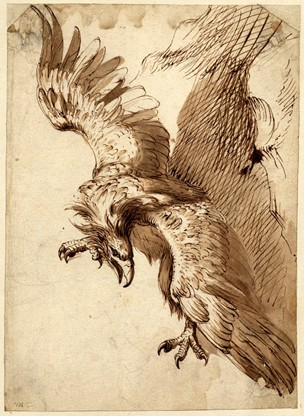
Рисунок Франса Снайдерса из коллекции Британского музея

Основав собственную мастерскую, Рубенс получил множество важных заказов. Он сотрудничал с художниками, которые считались мастерами в своей области. Для работы над «Прометеем» Рубенс сотрудничал с Франсом Снайдерсом, мастером изображения сцен охоты и животных, для написания орла.

## Сюжет картины
«Прометей прикованный» — древнегреческая пьеса, приписываемая Эсхилу, но считающаяся завершенной другим автором после смерти Эсхила в 456 году до н. э. Возможно, что «Прометей прикованный» — вторая пьеса, написанная Эсхилом в рамках связанной трилогии, за которой следует «Прометей освобождённый», от которой сохранилось лишь несколько фрагментов.
В пьесе титан Прометей помог Зевсу, царю олимпийцев, установить власть над Кроносом и другими титанами, но разгневал Зевса, став защитником смертных и подарив им огонь и искусство. В начале пьесы, в наказание за то, что он украл огонь с горы Олимп, чтобы подарить его человечеству, Зевс приказывает Гефесту, Кратосу и Бию приковать Прометея к высокой скале в горах Скифии. Там он будет мучиться столько, сколько пожелает Зевс, заставляя орла каждый день пожирать его вечно регенерирующую печень.
Питер Пауль Рубенс взял за основу сюжет пьесы, чтобы осуществить свою собственную интерпретацию этой истории. Когда он писал классические или мифологические сюжеты, он прославлял человеческое творение, выражая свою радость от красоты мира.[5] В «Прометее прикованном» он изобразил страдающую жертву, Прометея, но также и красоту орла, причиняющего мучения.

## Интерпретация
В интерпретации Рубенса огромный орлиный клюв разрывает торс Прометея, обнажая окровавленные внутренности. Когти орла вонзаются в правый глаз Прометея, в то время как его левый глаз устремлён на хищника, что говорит о том, что он осознает свои мучения. Агония передана в его сжатых кулаках, поджатых ногах и взъерошенных волосах. Печень была выбрана в качестве источника пыток, так как греки считали, что в печени сосредоточены интеллект, душа и жизнь.
Искусство Рубенса связано с отношением его брата Филиппа и его учителя Юстуса Липсия к Контрреформации. Они изучали греческую и римскую письменность и идеи, но рассматривали языческую мифологию как косвенную дань могуществу единого Бога христиан.